# Take Care of My Little Girl
Take Care of My Little Girl (bra: Clube de Moças) é um filme estadunidense de 1951, do gênero drama romântico, dirigido por Jean Negulesco, estrelado por Jeanne Crain, e coestrelado por Dale Robertson, Mitzi Gaynor e Jean Peters. O roteiro de Julius J. e Philip G. Epstein foi baseado no romance homônimo de 1950, de Peggy Goodin.
Filmada em Technicolor, a trama retrata a história de uma caloura universitária que começa a se ajustar à realidade da vida em uma república estudantil. O filme recebeu críticas geralmente favoráveis.

## Sinopse
Liz Erickson (Jeanne Crain) é uma mulher jovem e ingênua que recentemente se formou no ensino médio. Junto com sua melhor amiga Janet Shaw (Beverly Dennis), ela deixa a casa dos pais para estudar na Midwestern University, onde sua mãe já foi uma estudante. Lá, elas aspiram a ingressar em uma renomada república estudantil. No entanto, mesmo sendo inicialmente bem recebidas pelas outras participantes, Liz logo descobre verdades difíceis sobre a vida na irmandade, enfrentando a dura realidade do esnobismo e da crueldade associados aos rituais de iniciação.

## Elenco
- Jeanne Crain como Elizabeth "Liz" Erickson
- Dale Robertson como Joe Blake
- Mitzi Gaynor como Adelaide Swanson
- Jean Peters como Dallas Prewitt
- Jeffrey Hunter como Chad Carnes
- Betty Lynn como Marge Colby
- Helen Westcott como Merry Coombs
- Lenka Peterson como Ruth Gates
- Carol Brannon como Casey Krausse
- Natalie Schafer como Madre Cookie Clark
- Beverly Dennis como Janet Shaw
- Kathleen Hughes como Jenny Barker
- Peggy O'Connor como June
- Marjorie Crossland como Olive Erickson
- John Litel como John Erickson

## Produção
Em fevereiro de 1950, foi anunciado que Anatole Litvak estava escalado para dirigir e produzir o filme. Ainda antes, em janeiro, foi divulgado que o papel principal seria de Susan Hayward ou Jeanne Crain. O papel acabou sendo desempenhado por Crain.
Mais tarde, Jean Negulesco assumiu a direção. Darryl F. Zanuck ficou muito entusiasmado com o filme e permitiu que o orçamento fosse aumentado para que Negulesco pudesse filmar cenas adicionais. Jean Peters foi escalada em outubro de 1950. Ela recebeu o papel de Negulesco depois de impressioná-lo com suas habilidades de costura.
No final de 1950, o filme tornou-se alvo de muita controvérsia. Juntamente com outro filme crítico às repúblicas estudantis, "For Men Only" (1951), muitas irmandades no país protestaram contra o filme e pressionaram o estúdio, 20th Century Fox, para não lançá-lo. Um crítico observou que "mesmo antes do filme ser feito, participantes de irmandades indignadas o criticaram como produtores de frutas protestaram contra As Vinhas da Ira". A maioria das reclamações foi posteriormente descartada devido à publicidade que geravam para o filme.

## Recepção
O filme recebeu críticas geralmente favoráveis, embora alguns críticos o tenham criticado por ser "muito unilateral". Além disso, um crítico da revista Newsweek reclamou que "nenhuma pista da objeção do romance ao preconceito religioso ou racial se infiltra no filme".

## Adaptação para a rádio
Em 4 de fevereiro de 1952, o filme foi apresentado em uma transmissão de uma hora do Lux Radio Theatre. Jeanne Crain e Dale Robertson reprisaram seus papéis.